# Agrotis albicans
Agrotis albicans là một loài bướm đêm trong họ Noctuidae.